# ایمجیک
ایمجیک (انگلیسی: Imagic) شرکت بازی ویدئویی آمریکایی است، که در سال ۱۹۸۱ تأسیس شد.